# Arturo Boniforti
Arturo Boniforti (Saronno, 6 gennaio 1912 – Saronno, 22 settembre 1943) è stato un calciatore italiano, di ruolo mediano.

## Biografia
È il fratello maggiore di Enrico Boniforti, anch'egli calciatore.
Muore nel settembre 1943, a 31 anni, e in suo onore venne disputato un torneo.

## Carriera
Cresce nelle giovanili della sua città natale, il Saronno.
Viene acquistato nel 1934 dal Foggia, che disputa la serie B.
Nel campionato 1934-1935 viene anche schierato, verso fine stagione, come centravanti, segnando anche due reti. Rimane tra i cadetti anche la stagione successiva, l'ultima tra i rossoneri.
Nel 1936 passa alla SPAL. Nei ferraresi giocherà quattro stagioni, con un totale di 107 presenze e 15 gol. Dal 1936 al 1938 è in Serie C, mentre per il campionato 1938-1939 la SPAL sale in Serie B, ma viene subito retrocessa nella stagione 1939-1940, dove la società cambia nome in Ferrara.
Viene acquistato dal Bologna per la stagione 1940-1941, la prima in Serie A per Boniforti, dove, scendendo in campo per 10 volte in sostituzione dell'infortunato Michele Andreolo, si laurea campione d'Italia.
Finita l'esperienza bolognese, nel 1941 passa alla Pro Patria, con la quale disputa due campionati di Serie B, con 66 presenze e 4 reti.
In carriera ha totalizzato complessivamente 10 presenze in Serie A e 162 presenze e 10 reti in Serie B.

## Palmarès
- Campionato italiano: 1

Bologna: 1940-1941